# Iglesia de San Julián y Santa Basilisa (Rebolledo de la Torre)
La iglesia de San Julián y Santa Basilisa se encuentra en la localidad de Rebolledo de la Torre, provincia de Burgos (España).

## Descripción
Se conserva el antiguo pórtico lateral, con importante documentación epigráfica y gran calidad escultórica de los capiteles. 
Además, hay una pila bautismal referida al año 1195 y sostenida por tres leones.